# Program narodów pokrewnych Estonii
Program narodów pokrewnych (est. Hõimurahvaste programm, ros. Программа родственных народов, ang. Kindred Peoples’ Programme) – estoński państwowy program pomocowy dla młodzieży uralskich (ugrofińskich i samojedzkich) ludów tubylczych, mieszkających przede wszystkim w Rosji i na Łotwie (ugrofińska grupa etniczna Liwów). Dzięki programowi ponad 200 stypendystów z uralskich mniejszości etnicznych otrzymało możliwość studiów na uczelniach w Estonii. Program finansowany jest z budżetu państwa i jest estońskim odpowiednikiem fińskiego programu narodów pokrewnych, który został zamknięty w 2012 roku.